# Rui Costa (Radsportler)
Rui Alberto Faria da Costa (* 5. Oktober 1986 in Póvoa de Varzim) ist ein portugiesischer Radrennfahrer. 2013 wurde er als erster Portugiese Straßenradweltmeister. Er gewann 2012, 2013 und 2014 die Tour de Suisse.

## Sportliche Laufbahn
Rui Costa wurde 2007 Profi beim portugiesischen Professional Continental Team Benfica. Im selben Jahr entschied er als Mitglied der portugiesischen Nationalmannschaft die Gesamtwertung des italienischen U23-Etappenrennens Giro delle Regioni für sich.
Zur Saison 2009 wechselte Rui Costa zum spanischen ProTeam Caisse d’Epargne, dem späteren Movistar-Team und errang mit dem Gesamtsieg bei den Vier Tagen von Dünkirchen seinen bis dahin größten Erfolg. 2009 bestritt er seine erste Tour de France, konnte sie aber nicht beenden. Im Jahr darauf lieferte er sich nach der Zielankunft der sechsten Etappe der Tour eine Auseinandersetzung mit dem Spanier Carlos Barredo; die Lenker der beiden Fahrer hatten sich während des Rennens berührt. Barredo schlug mit dem Vorderrad seines Fahrrads auf ihn ein, Rui Costa nahm ihm das Rad ab und revanchierte sich mit Faustschlägen.
Am 9. Juli 2011 gewann Costa erstmals eine Tour-de-France-Etappe, als er auf der bergigen achten Etappe von Aigurande nach Super Besse nach langer Flucht einen Vorsprung von zwölf Sekunden in das Ziel rettete.
Als erster Portugiese errang Costa im Juni 2012 den Gesamtsieg bei der Tour de Suisse und konnte damit den bis dahin größten Erfolg seiner Karriere feiern. Den Grundstein zum Gesamtsieg der Rundfahrt legte er mit dem Etappengewinn beim zweiten Teilstück nach Verbier. Im Jahr 2013 verteidigte er seinen Titel und feierte im Anschluss zwei Etappensiege bei der 100. Austragung der Tour de France, wobei er jeweils als Solist im Ziel ankam. Bei den Straßenradsport-Weltmeisterschaften im Herbst 2013 in Florenz schlug er im Straßenrennen den Spanier Joaquim Rodríguez im Zweiersprint und wurde damit als erster Portugiese Straßenweltmeister.
Nach seinem Wechsel zum italienischen Team Lampre-Merida fuhr er im Jahr 2014 im Regenbogentrikot auf das Podium der Algarve-Rundfahrt und beendete Paris–Nizza auf dem zweiten Platz, ehe er die Tour de Suisse ein drittes Mal gewann. Bei der Tour de France ging Costa als Mitfavorit ins Rennen. Aufgrund einer Bronchopneumonie musste er aber das Rennen nach dem zweiten Ruhetag aufgeben. In den Jahren 2015 und 2016 fuhr Rui Costa konstant in die Top 10 der bekanntesten einwöchigen Rundfahrten und wurde 2015 erstmals portugiesischer Straßenmeister. Bei den Olympischen Spielen nahm er zwei Mal teil und belegte in London (2012) und Rio de Janeiro (2016) die Plätze 13 und 10.
Ab 2016 fuhr er für das UAE Team Emirates und gewann die 3. Austragung der Abu Dhabi Tour. In der Tour de France 2016 gewann er die Sonderwertung Souvenir Henri Desgrange. Ein Jahr darauf startete er nach acht Teilnahmen bei der Tour de France erstmals beim Giro d’Italia und der Vuelta a España. 2020 gewann er zum zweiten Mal die portugiesischen Meisterschaften im Straßenrennen. 2021 wurde ihm bei der Tour de Suisse ein Etappensieg aberkannt, weil er im Sprint seinen Konkurrenten behindert hatte. Bei seiner zehnten Tour de France verhalf er seinem Teamkollegen Tadej Pogačar zu dessen zweiten Gesamtsieg.
2023 wechselte Rui Costa zu Team Intermarché-Circus-Wanty und kehrte nach zwei schwächeren Jahren in die Erfolgsspur zurück. Mit der Trofeo Calvia gewann das erste und mit dem Japan Cup das letzte Rennen seiner Saison. Dazwischen gewann er im Februar die Abschlussetappe der Valencia-Rundfahrt und sicherte sich damit auch die Gesamtwertung. Highlight der Saison war der Gewinn der 15. Etappe der Vuelta a España, die er im Sprint einer dreiköpfigen Spitzengruppe für sich entschied.
Im Oktober 2023 wurde bekannt gegeben, dass Costa bereits nach einer Saison Intermarché-Circus-Wanty verlässt und zum Team EF Education-EasyPost wechselt, um neben seinen Ambitionen als Siegfahrer Aufgaben als Mentor für die jüngeren Fahrer im Team wahrzunehmen. Im Juni 2024 gewann er zum dritten Mal die Landesmeisterschaften im Straßenrennen.

### Doping
Im Jahr 2010 gewann Rui Costa die portugiesischen Meisterschaften im Einzelzeitfahren auf der Straße. Er wurde wie sein Bruder Mário bei einer Dopingkontrolle anlässlich dieser Meisterschaften positiv auf Methylhexanamin getestet und daraufhin vom portugiesischen Radsportverband für ein Jahr suspendiert. Nachdem die Welt-Anti-Doping-Agentur das Mittel neu klassifizierte, wurde die Sperre auf fünf Monate reduziert. Daraufhin wurde er von seinem bisherigen Movistar Team erneut für drei Jahre verpflichtet.

## Ehrungen
2012 und 2013 wurde Costa zu Portugals Sportler des Jahres gewählt. In beiden Jahren verwies er den Fußballer Cristiano Ronaldo auf Platz zwei.

## Erfolge
2007
- Gesamtwertung  Giro delle Regioni

2008
- eine Etappe Giro delle Regioni

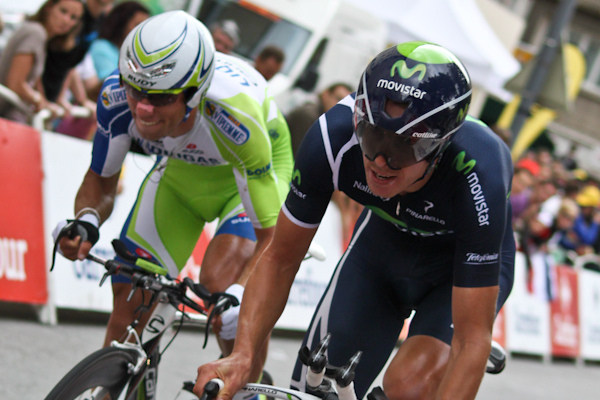
Costa (rechts) bei der Tour de France 2011

- eine Etappe Coupe des Nations Ville Saguenay

2009
- Gesamtwertung Vier Tage von Dünkirchen
- eine Etappe Vuelta a Chihuahua

2010
- Trofeo Deià
- eine Etappe Tour de Suisse
- Portugiesischer Meister – Einzelzeitfahren

2011
- Gesamtwertung Vuelta a Madrid
- eine Etappe Tour de France
- Grand Prix Cycliste de Montréal

2012
- Gesamtwertung und eine Etappe Tour de Suisse

2013
- Klasika Primavera
- Gesamtwertung und zwei Etappen Tour de Suisse
- Portugiesischer Meister – Einzelzeitfahren
- zwei Etappen Tour de France
- Weltmeister – Straßenrennen

2014
- Gesamtwertung und eine Etappe Tour de Suisse

2015
- Portugiesischer Meister – Straßenrennen

2017
- eine Etappe Vuelta Provincia de San Juan
- Gesamtwertung und eine Etappe Abu Dhabi Tour

2020
- eine Etappe Saudi Tour
- Portugiesischer Meister – Straßenrennen

2023
- Trofeo Calvià
- Gesamtwertung und eine Etappe Valencia-Rundfahrt
- eine Etappe Vuelta a España
- Japan Cup

2024
- Portugiesischer Meister – Straßenrennen

## Wichtige Platzierungen
| Grand Tour            | 2009 | 2010 | 2011 | 2012 | 2013 | 2014 | 2015 | 2016 | 2017 | 2018 | 2019 | 2020 | 2021 | 2022 | 2023 | 2024 |
| --------------------- | ---- | ---- | ---- | ---- | ---- | ---- | ---- | ---- | ---- | ---- | ---- | ---- | ---- | ---- | ---- | ---- |
| Giro d’ItaliaGiro     | –    | –    | –    | –    | –    | –    | –    | –    | 27   | –    | –    | –    | –    | 44   | –    | –    |
| Tour de FranceTour    | DNF  | 73   | 90   | 18   | 27   | DNF  | DNF  | 49   | –    | –    | 53   | –    | 77   | –    | 67   | 68   |
| Vuelta a EspañaVuelta | –    | –    | –    | –    | –    | –    | –    | –    | 43   | –    | –    | 44   | –    | –    | 41   | DNF  |

| Weltmeisterschaft        | 2009 | 2010 | 2011 | 2012 | 2013 | 2014 | 2015 | 2016 | 2017 | 2018 | 2019 | 2020 | 2021 | 2022 | 2023 | 2024 |
| ------------------------ | ---- | ---- | ---- | ---- | ---- | ---- | ---- | ---- | ---- | ---- | ---- | ---- | ---- | ---- | ---- | ---- |
| StraßenrennenStraße      | 69   | –    | 15   | 11   | 1    | 23   | 9    | –    | 19   | 10   | 10   | 26   | –    | –    | –    |      |
| EinzelzeitfahrenEZF      | –    | –    | 49   | –    | –    | –    | 15   | –    | 33   | –    | –    | –    | –    | –    | –    |      |
| MannschaftszeitfahrenMZF | –    | –    | –    | –    | –    | –    | –    | –    | –    | –    | –    | –    | –    | –    | –    |      |

| Monument                 | 2009 | 2010 | 2011 | 2012 | 2013 | 2014 | 2015 | 2016 | 2017 | 2018 | 2019 | 2020 | 2021 | 2022 | 2023 | 2024 |
| ------------------------ | ---- | ---- | ---- | ---- | ---- | ---- | ---- | ---- | ---- | ---- | ---- | ---- | ---- | ---- | ---- | ---- |
| Mailand–Sanremo          | 79   | 49   | –    | 51   | –    | –    | DNF  | –    | –    | –    | –    | –    | –    | –    | –    | –    |
| Flandern-Rundfahrt       | 113  | DNF  | –    | –    | –    | –    | –    | –    | –    | –    | –    | –    | –    | –    | –    | –    |
| Paris–Roubaix            | 58   | DNF  | –    | –    | –    | –    | –    | –    | –    | –    | –    | –    | –    | –    | –    | –    |
| Lüttich–Bastogne–Lüttich | DNF  | –    | DNF  | 17   | 9    | DNF  | 4    | 3    | 14   | 22   | DNF  | 40   | 63   | –    | 31   | –    |
| Lombardei-Rundfahrt      | 25   | –    | 25   | 25   | 38   | 3    | 46   | 15   | 54   | 38   | DNF  | –    | –    | –    | 13   |      |